# Vuohisaari (ö i Södra Savolax, S:t Michel, lat 61,63, long 26,67)
Vuohisaari är en ö i Finland. Den ligger i sjön Vahvajärvi och i kommunen Hirvensalmi i den ekonomiska regionen  S:t Michel och landskapet Södra Savolax, i den södra delen av landet, 190 km nordost om huvudstaden Helsingfors. Öns area är 6,6 hektar och dess största längd är 0,6 kilometer i nord-sydlig riktning.